# José Luis Silva
José Luis Silva Araya (San Bernardo, Santiago, 7 de janeiro de 1991) é um futebolista chileno que joga como meia no Cobreloa.

## Carreira
Formado na Universidad de Chile, José Luis Silva estreou no Torneo Clausura de 2008, contra o Cobresal. Foi emprestado ao Everton em 2011. Na temporada de 2012 foi emprestado ao Rangers.

## Estatísticas
Até 26 de fevereiro de 2012.

### Clubes
| Clube                | Temporada         | Campeonato nacional | Campeonato nacional | Copa nacional[a] | Copa nacional[a] | Competições continentais[b] | Competições continentais[b] | Outros torneios[c] | Outros torneios[c] | Total | Total |
| Clube                | Temporada         | Jogos               | Gols                | Jogos            | Gols             | Jogos                       | Gols                        | Jogos              | Gols               | Jogos | Gols  |
| -------------------- | ----------------- | ------------------- | ------------------- | ---------------- | ---------------- | --------------------------- | --------------------------- | ------------------ | ------------------ | ----- | ----- |
| Universidad de Chile | 2008              | 0                   | 0                   | 0                | 0                | —                           | —                           | —                  | —                  | 0     | 0     |
| Universidad de Chile | 2009              | 0                   | 0                   | 0                | 0                | 0                           | 0                           | —                  | —                  | 0     | 0     |
| Universidad de Chile | 2010              | 0                   | 0                   | 0                | 0                | 0                           | 0                           | —                  | —                  | 0     | 0     |
| Universidad de Chile | 2011              | 0                   | 0                   | 0                | 0                | 0                           | 0                           | —                  | —                  | 0     | 0     |
| Universidad de Chile | Total             | 0                   | 0                   | 0                | 0                | 0                           | 0                           | —                  | —                  | 0     | 0     |
| Everton              | 2011              | 0                   | 0                   | 0                | 0                | —                           | —                           | —                  | —                  | 0     | 0     |
| Everton              | Total             | 0                   | 0                   | 0                | 0                | —                           | —                           | —                  | —                  | 0     | 0     |
| Rangers              | 2012              | 3                   | 1                   | 0                | 0                | —                           | —                           | —                  | —                  | 3     | 1     |
| Rangers              | Total             | 3                   | 1                   | 0                | 0                | —                           | —                           | —                  | —                  | 3     | 1     |
| Total na carreira    | Total na carreira | 3                   | 1                   | 0                | 0                | 0                           | 0                           | 0                  | 0                  | 3     | 1     |

- a. ^ Jogos da Copa Chile
- b. ^ Jogos da Copa Libertadores e Copa Sul-Americana
- c. ^ Jogos do Jogo amistoso

## Títulos
Universidad de Chile
- Campeonato Chileno (Torneo Apertura): 2009 e 2011